# General-Anzeiger (Rhauderfehn)
Der General-Anzeiger (GA) ist eine Tageszeitung mit Sitz im ostfriesischen Rhauderfehn und erscheint in der ZGO Zeitungsgruppe Ostfriesland GmbH. Sein Verbreitungsgebiet erstreckt sich über das Overledingerland (Gemeinden Westoverledingen, Rhauderfehn, Ostrhauderfehn im südöstlichen Landkreis Leer), die Stadt Papenburg (Landkreis Emsland) sowie die angrenzenden Gemeinden Apen (Landkreis Ammerland), Barßel und Saterland (beide Landkreis Cloppenburg). Die verkaufte Auflage beträgt 6760 Exemplare, ein Minus von 37,7 Prozent seit 1998.

## Profil und Ausrichtung
Der General-Anzeiger positioniert sich als unabhängiges und überparteiliches „Fehntjer Blatt“ für Ostfriesland, Emsland und Oldenburger Land. Ein besonderes Gewicht wird der lokalen Berichterstattung auf dem Titel und in den Ressorts Oberledingerland, Saterland/Barßel und Region eingeräumt.  
Der überregionale Teil des General-Anzeigers, der Ostfriesen-Zeitung sowie der Borkumer Zeitung wird von der Mantelredaktion der ZGO Zeitungsgruppe Ostfriesland GmbH am Verlagsstandort in Leer erstellt. Innerhalb der ZGO gibt es nur einen Chefredakteur, der sowohl dem GA, der OZ als auch der BZ vorsteht. Seit dem 1. November 2023 ist dies Lars Reckermann. Redaktionsleiter des GA ist seit August 2022 Henrik Zein.
Redaktionsstandort des Generals-Anzeigers ist Rhauderfehn.

## Geschichte
Das Blatt erschien zum ersten Mal im April 1888 als „Anzeiger für das Oberledingerland und Nachbargebiet“. Erster Herausgeber war Harm de Vries aus Rhauderfehn. Die Zeitung erschien dreimal pro Woche, dienstags, donnerstags und sonnabends.
1901 kaufte de Vries das Haus Untenende 21 in Rhauderfehn. Es ist seitdem das Verlagshaus der Zeitung. 1922 verkaufte de Vries die Zeitung an die Firma W. Albrecht GmbH aus Gummersbach. Ein Jahr später kam Siebe Ostendorp zum General-Anzeiger und übernahm die Leitung des Betriebes und der Redaktion.
Der Zusatz „Fehntjer Blatt“ wurde am 9. Juni 1928 im Kopf der Zeitung ergänzt. 1930 änderte der General-Anzeiger seinen Namen zu „General Anzeiger. Anzeiger für das Oberledingerland und Nachbargebiet. Fehntjer Anzeiger. Unparteiisches Tagesblatt für Ostfriesland und Oldenburg.“
1933 wurde Ostendorp persönlich haftender Gesellschafter. Am 21. April 1945 erschien die zunächst letzte Ausgabe des General-Anzeigers. Ab Mai 1945 bauten Siebe Osterndorps Tochter Klara und ihr Mann Günter Engelberg den Verlag weiter aus. Im Oktober 1948 erschienen dann zwei Probenummern des Fehntjer Blattes, Anzeiger für das Oberledingerland, Saterland und Nachbargebiete. Ab dem 1. Oktober 1951 führte das Fehntjer Blatt wieder den Namen General-Anzeiger.
Im Laufe der Zeit gab der Verlag des GA zusätzlich verschiedene Anzeigenblätter heraus, die im gesamten Landkreis Leer und im nördlichen Landkreis Emsland ihre Verbreitung fanden.
Klara Engelberg übernahm 1971 das Unternehmen von ihrem Vater, ihr Sohn Gerfried Engelberg tritt 1977 mit in die Geschäftsleitung ein. Im Jahr 1979 führte der General-Anzeiger den Fotosatz ein, eine integrierte Datenverarbeitung wird 1996 installiert. Seit 1998 hat der General-Anzeiger eine eigene Seite im Internet.
Zum 1. Januar 2002 wurde der GA von der Ostfriesen-Zeitung (OZ) in Leer übernommen. Beide Titel und auch alle Anzeigenblätter erscheinen seitdem in der ZGO Zeitungsgruppe Ostfriesland GmbH.
Anfang 2013 wurde Mareike Engelberg, die Tochter von Gerfried Engelberg, neue Verlegerin und im Februar 2015 Mit-Herausgeberin des GA.

## Erscheinungsweise
Der General-Anzeiger ist eine Morgenzeitung und erscheint von montags bis sonnabends. Am 1. Januar 2021 wechselte die Zeitung vom Berliner Format zum Rheinischen Format. Die E-Paper-Ausgabe der Zeitung ist bereits am Vorabend des Erscheinungstags abrufbar.

## Auflage
Der General-Anzeiger hat wie die meisten deutschen Tageszeitungen in den vergangenen Jahren an Auflage eingebüßt. Die verkaufte Auflage ist in den vergangenen 10 Jahren um durchschnittlich 2,6 % pro Jahr gesunken. Im vergangenen Jahr hat sie um 3,5 % abgenommen. Sie beträgt gegenwärtig 6760 Exemplare. Der Anteil der Abonnements an der verkauften Auflage liegt bei 90,7 Prozent.

## Digitale Angebote
Das digitale Angebot des General-Anzeigers besteht aus einem E-Paper, einer Website sowie verschiedenen Apps. Seit 2012 kann der General-Anzeiger als E-Paper gelesen werden. Heute ist dies auch per App möglich. Die digitale Zeitung enthält gegenüber der gedruckten Variante Bildergalerien, Videos und Verlinkungen.
Im Online-Archiv können Nutzer des General-Anzeigers seit 2013 nach alten Ausgaben, Webinhalten, Videos und Bildergalerien recherchieren.
Auf der Website des General-Anzeigers werden Nachrichten, Artikel und weitere Beiträge veröffentlicht, mehrmals täglich wird die Seite aktualisiert. 2016 wurde für die Website eine sogenannte Bezahlschranke eingeführt. Damit wurde die vollumfängliche Nutzung der Inhalte für den Leser kostenpflichtig. Kostenlos zugänglich sind die seit 2008 unter den Namen ostfriesen.tv eingebundenen Videos.
Bestellen kann der Leser die digitalen Angebote online oder im Media Store in Rhauderfehn oder Leer. Die Media Stores sollen den Kunden an die digitalen Angebote heranführen, dienen als Verkaufsstelle und bieten Einführungsschulungen am digitalen Endgerät an.
Seit April 2020 gibt die Redaktion jeden Donnerstagabend den kostenlosen Newsletter „Hest al höört?“ heraus. Der General-Anzeiger ist auf den Social-Media-Kanälen Twitter, Facebook und Instagram vertreten.